# Список космических запусков России в 2018 году
В 2018 году Россия заняла третье место по числу запусков ракет космического назначения. Доля России в космических запусках составила 15 % (17 пусков), против 34 % у КНР (39 пусков) и 27 % у США (31 пуск).

## Список орбитальных космических запусков России в 2018 году
| Дата       | Ракета-носитель    | Полезная нагрузка | Заказчик                                       | Космодром/Старт.комплекс | Результат |
| ---------- | ------------------ | --- | ---------------------------------------------- | ------------------------ | --------- |
| 1 февраля  | Союз-2.1а/Фрегат   | Канопус-В № 3 Канопус-В № 4 S-Net 1 (Tubsat-13) S-Net 2 (Tubsat-14) S-Net 3 (Tubsat-15) S-Net 4 (Tubsat-16) D-Star One v.1.1 Phoenix Lemur-2 74 Lemur-2 75 Lemur-2 76 Lemur-2 77 | Роскосмос                                      | Восточный Пл. 1С         | Успех     |
| 13 февраля | Союз-2.1а          | Прогресс МС-08 | Роскосмос                                      | Байконур 31/6            | Успех     |
| 21 марта   | Союз-ФГ            | Союз МС-08 | Роскосмос                                      | Байконур 1/5             | Успех     |
| 29 марта   | Союз-2.1в          | Космос-2525 (ЭМКА) | Воздушно-космические силы Российской Федерации | Плесецк 43/4             | Успех     |
| 19 апреля  | Протон-М/Бриз-М    | Космос-2526 (Благовест 2 № 12Л) | Воздушно-космические силы Российской Федерации | Байконур 81/24           | Успех     |
| 25 апреля  | Рокот/Бриз-КМ      | Sentinel-3 | Европейское космическое агентство              | Плесецк, № 133/3         | Успех     |
| 6 июня     | Союз-ФГ            | Союз МС-09 | Роскосмос                                      | Байконур 1/5             | Успех     |
| 17 июня    | Союз-2.1б/Фрегат-М | Глонасс-М № 47 (756) (Космос-2527) | Воздушно-космические силы Российской Федерации | Плесецк 43/4             | Успех     |
| 10 июля    | Союз-2.1а          | Прогресс МС-09 | Роскосмос                                      | Байконур 31/6            | Успех     |
| 11 октября | Союз-ФГ            | Союз МС-10 | Роскосмос                                      | Байконур 1/5             | Неудача   |
| 25 октября | Союз-2.1б          | Лотос-С № 3 (Космос-2528) | Воздушно-космические силы Российской Федерации | Плесецк 43/4             | Успех     |
| 3 ноября   | Союз-2.1б/Фрегат-М | Глонасс-М № 48 (757) (Космос-2529) | Воздушно-космические силы Российской Федерации | Плесецк 43/4             | Успех     |
| 16 ноября  | Союз-ФГ            | Прогресс МС-10 | Роскосмос                                      | Байконур 31/6            | Успех     |
| 30 ноября  | Рокот/Бриз-КМ      | Родник (14Ф132) | Воздушно-космические силы Российской Федерации | Плесецк, № 133/3         | Успех     |
| 3 декабря  | Союз-ФГ            | Союз МС-11 | Роскосмос                                      | Байконур 1/5             | Успех     |
| 21 декабря | Протон-М/Бриз-М    | Космос (Благовест 2 № 13Л) | Воздушно-космические силы Российской Федерации | Байконур 81/24           | Успех     |
| 27 декабря | Союз-2.1а/Фрегат   | Канопус-В № 5 Канопус-В № 6 GRUS 1 Flock-3k 1 Flock-3k 2 Flock-3k 3 Flock-3k 4 Flock-3k 5 Flock-3k 6 Flock-3k 7 Flock-3k 8 Flock-3k 9 Flock-3k 10 Flock-3k 11 Flock-3k 12 Lemur-2 88 Lemur-2 89 Lemur-2 90 Lemur-2 91 Lemur-2 92 Lemur-2 93 Lemur-2 94 Lemur-2 95 D-Star ONE iSat D-Star ONE Sparrow ZACUBE 2 (ZA 004) Lume 1 UWE 4 Четыре отделяемых макета спутников | Роскосмос                                      | Восточный Пл. 1С         | Успех     |

## Список суборбитальных запусков России в 2018 году
| Дата       | Ракета-носитель     | Полезная нагрузка                    | Заказчик                                  | Стартовый комплекс                    | Результат |
| ---------- | ------------------- | ------------------------------------ | ----------------------------------------- | ------------------------------------- | --------- |
| ?          | РС-24 «Ярс»         | Учебные боевые блоки                 | Министерство обороны Российской Федерации | ?                                     | [ 19 ]    |
| 22 мая     | Р-30 «Булава-30»    | Учебные боевые блоки                 | Министерство обороны Российской Федерации | Белое море К-535 «Юрий Долгорукий»    | Успех     |
| 22 мая     | Р-30 «Булава-30»    | Учебные боевые блоки                 | Министерство обороны Российской Федерации | Белое море К-535 «Юрий Долгорукий»    | Успех     |
| 22 мая     | Р-30 «Булава-30»    | Учебные боевые блоки                 | Министерство обороны Российской Федерации | Белое море К-535 «Юрий Долгорукий»    | Успех     |
| 22 мая     | Р-30 «Булава-30»    | Учебные боевые блоки                 | Министерство обороны Российской Федерации | Белое море К-535 «Юрий Долгорукий»    | Успех     |
| 11 октября | Р-29Р               | Учебные боевые блоки                 | Министерство обороны Российской Федерации | Охотское море РПКСН К-44 «Рязань»     | [ 20 ]    |
| 11 октября | Р-29РМУ2.1 Синева-2 | Учебные боевые блоки                 | Министерство обороны Российской Федерации | Баренцево море                        | []        |
| 26 декабря | УР-100Н УТТХ        | Гиперзвуковой боевой блок «Авангард» | Министерство обороны Российской Федерации | Позиционный район РВСН «Домбаровский» | Успех     |

## Статистика орбитальных запусков
Количество российских пусков: 17. Успешных: 16.
Запуски РН «Союз» с космодрома Куру осуществляет Европейское космическое агентство и формально российскими они не являются.

### Российские запуски в разрезе ракет-носителей
| Ракета-носитель                                 | Число стартов | Неудачи | Примечания |
| ----------------------------------------------- | ------------- | ------- | ---------- |
| Протон-М                                        | 2             |         |            |
| Рокот                                           | 2             |         |            |
| Союз-2.1а                                       | 4             |         |            |
| Союз-2.1б                                       | 3             |         |            |
| Союз-2.1в                                       | 1             |         |            |
| Союз-ФГ                                         | 5             | 1       |            |
| Всего                                           | 17            | 1       |            |
| Запуски, формально не относящиеся к российским: |               |         |            |
| Союз-СТ-А                                       | 1             |         |            |
| Союз-СТ-Б                                       | 2             |         |            |

### Российские запуски в разрезе космодромов
| Космодром                                       | Число стартов | Неудачи | Примечания |
| ----------------------------------------------- | ------------- | ------- | ---------- |
| Байконур                                        | 9             | 1       |            |
| Восточный                                       | 2             |         |            |
| Плесецк                                         | 6             |         |            |
| Запуски, формально не относящиеся к российским: |               |         |            |
| Куру                                            | 3             |         |            |

### Все запуски по странам мира
| Страна                             | Число стартов | Неудачи | Примечания |
| Флаг Китайской Народной Республики | 39            | 1       |            |
| Флаг США                           | 31            | 0       |            |
| Флаг России                        | 17            | 1       |            |
| Флаг ЕС                            | 11            | 0       |            |
| Флаг Индии                         | 7             | 0       |            |
| Флаг Японии                        | 6             | 0       |            |
| Флаг Новой Зеландии                | 3             | 0       |            |
| ---------------------------------- | ------------- | ------- | ---------- |
| Всего                              | 114           | 2       |            |